# Liste des évêques et archevêques de Santa Cruz de la Sierra
Cette liste recense les évêques qui se sont succédé sur le siège de Santa Cruz de la Sierra depuis sa création le 5 juillet 1605. La liste se poursuit avec les archevêques à partir du 30 juillet 1975 lorsque le diocèse est élevé au rang d'archidiocèse métropolitain et prend le nom d'archidiocèse de Santa Cruz de la Sierra.

## Évêques
- Antonio Calderón de León (4 juillet 1605 - 1621)
- Fernando de Ocampo, O.F.M.Obs (1621 - 1632)
- Juan de Zapata y Figueroa (9 juillet 1635 - 1648)
- Juan de Arguinao y Gutiérrez, O.P (10 septembre 1646 - 10 novembre 1659) nommé archevêque de Santafé
- Juan de Riviera, O.S.A (17 novembre 1659 - 1666)
- Bernardino de Cárdenas Ponce, O.F.M.Obs (7 juin 1666 - 1668)
  - Sede vacante (1668-1672)
- Juan de Isturrizaga, O.P (16 mai 1672 - 1675)
  - Sede vacante (1675-1680)
- Pedro Cárdenas y Arbieto (13 mai 1680 - 30 mai 1684)
- Juan de los Ríos y Berriz, O.P (28 avril 1687 - 2 mai 1692)
  - Sede vacante (1692-1699)
- Juan Francisco de Padilla y San Martín, O. de M (1 juin 1699 - 1705)
- Pedro Vázquez de Velasco (22 février 1706 - 1710) 
  - Sede vacante (1710-1714)
- Jaime de Mimbela, O.P (26 février 1714 - 20 mars 1720) nommé évêque de Trujillo
- Juan Cabero y Toledo (15 avril 1720 - 11 juin 1725) nommé évêque d'Arequipa
- Miguel Bernardino de la Fuente y Rojas (24 avril 1728 - 7 août 1741) nommé évêque de Huamanga
- Andrés de Vergara y Uribe (7 août 1741 - 1744)
- Juan Pablo de Olmedo (23 août 1745 - 1755)
- Fernando José Pérez de Oblitas (7 avril 1756 - 1760)
- Francisco Ramón Herboso y Figueroa (6 avril 1761 - 16 septembre 1776) nommé archevêque de La Plata o Charcas
- Juan Domingo González de la Reguera (16 décembre 1776 - 18 septembre 1780) nommé archevêque de Lima
- Alejandro José de Ochoa (25 février 1782 - 11 avril 1791) nommé évêque de La Paz
- José Ramón de Estrada y Orgas (11 avril 1791 - 1792)
- Manuel Nicolás de Rojas y Argandoña (18 décembre 1795 - 24 mai 1803)
  - Sede vacante (1803-1807)
- Francisco Javier Aldazábal (23 mars 1807 - 24 juin 1812)
  - Sede vacante (1812-1835)
  - Agustín Francisco de Otondo, C.O (1816 - 13 juin 1826) (administrateur apostolique)
- José Manuel Fernández de Córdoba y Meló (24 juillet 1835 - 13 juillet 1840) nommé évêque de La Paz
  - Sede vacante (1840-1846)
- Manuel Ángel del Prado Cárdenas (19 janvier 1846 - 28 septembre 1855) nommé archevêque de La Plata o Charcas
- Agustín Gómez Cabezas y Sildo (19 janvier 1856 - 23 mai 1860)
  - Sede vacante (1860-1869)
- Francisco Javier Rodríguez (22 novembre 1869 - 16 mai 1877)
- Juan José Baldivia Morales (15 juillet 1878 - 1 juin 1891) nommé évêque de La Paz
- José Belisario Santistevan (1 juin 1891 - 30 mars 1931) nommé archevêque titulaire de Synnada-en-Phrygie (de)
- Daniel Rivero Rivero (30 mars 1931 - 3 février 1940) nommé archevêque de Sucre
- Augustín Arce Mostajo (3 décembre 1940 - 22 mai 1958)
- Luis Aníbal Rodríguez Pardo (22 mai 1958 - 30 juillet 1975)

## Archevêques
- Luis Aníbal Rodríguez Pardo (30 juillet 1975 - 6 février 1991)
- Julio Terrazas Sandoval, C.Ss.R (6 février 1991 - 25 mai 2013)
- Sergio Alfredo Gualberti Calandrina (25 mai 2013 - 22 avril 2022)
- René Leigue Cesari (22 avril 2022 - )

## Sources
- (en) « Archdiocese of Santa Cruz de la Sierra  : Past and Present Ordinaries », sur catholic-hierarchy.org (consulté le 5 juillet 2023)